# Blagóevgrad
Blagóevgrad (en búlgaro: Благо̀евград, antiguamente: Го̀рна Джумая̀, Gorna Dzhumayá) es una ciudad de Bulgaria. Es la capital de la provincia homónima y, dentro de dicha provincia, es la sede administrativa del municipio homónimo.
La ciudad es el centro económico y cultural del suroeste de Bulgaria. Está situada en el valle del Estrimón a los pies de las montañas Rila y Pirin, cerca de la frontera con Grecia, Serbia y Macedonia del Norte.

## Toponimia
El nombre de Blagóevgrad significa «Ciudad Blagoev», en honor al fundador del Partido Socialdemócrata Obrero Búlgaro, Dimitar Blagoev.

## Historia

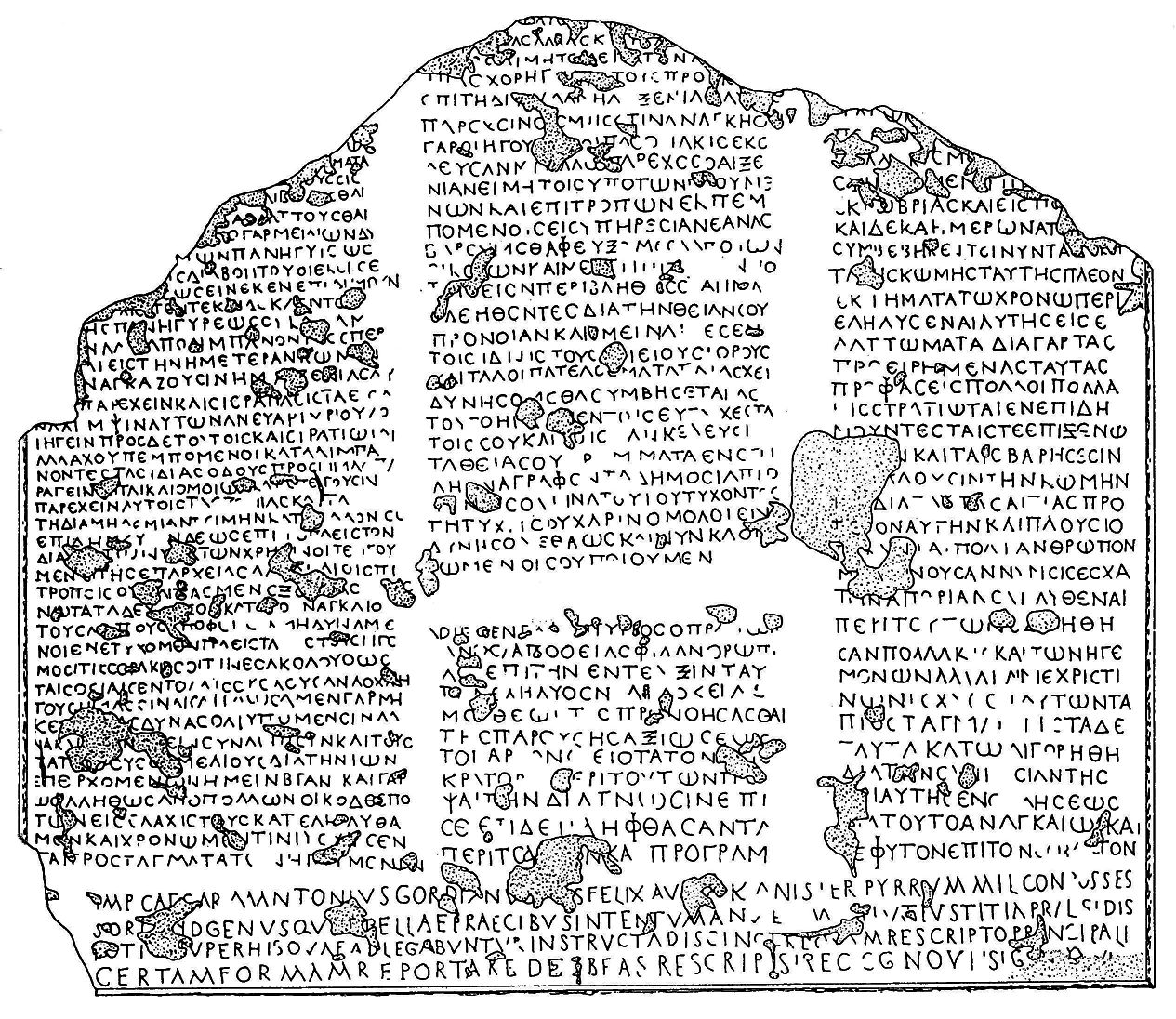
Petición al emperador romano Gordiano III de los habitantes de la antigua Scaptopara

Un antiguo asentamiento tracio llamado Scaptopara (ciudad comercial en tracianos, Σκαπτοπάρα en griego) surgió en el sitio alrededor del 300 a. C. y más tarde fue conquistado por el Imperio romano. El asentamiento era conocido por las aguas termales de los alrededores. Aunque la historia del asentamiento en la Edad Media es desconocida, durante el gobierno otomano de los Balcanes se convirtió en una ciudad de mayoría Musulmána llamada Cuma-ı Bala, que significa Juma Alto en turco persa y otomano. Un barrio búlgaro llamado Varosha se formó durante el Despertar nacional búlgaro, con muchas de sus casas típicas y la iglesia de la Presentación de la Madre de Dios desde 1844 que se conserva hasta nuestros días. Un chitalishte fue fundado en 1866 y las guerras balcánicas de 1912-1913 vieron la liberación del área del dominio otomano y su integración en el estado búlgaro. Antes de las guerras de los Balcanes, Cuma-ı Bala se limitó como kaza a Serez Sandjak en Selanik vilayet.
En 1900, según Vasil Kanchov, la población de la ciudad era de 6440 habitantes, de las cuales 1250 eran búlgaros, 4500 turcos, 250 valacos, 200 romaníes, 180 judíos y 60 griegos. Durante ese tiempo, la mayoría de los turcos vivían en la ciudad y los búlgaros vivían en los pueblos de los alrededores. Muchos refugiados de Grecia y Vardar Macedonia llegaron a la ciudad en las décadas posteriores.

## Geografía
Se encuentra en las orillas del río Blagoevgradska Bistritsa, a una altitud de 393 m s. n. m. a 105 km de la capital nacional, Sofía.

## Demografía
Según estimación 2012 contaba con una población de 67 585 habitantes.
|         | 2004   | 2005   | 2006   | 2007   | 2008   | 2009   | 2010   |
| Mujeres | 36 795 | 36 923 | 26 382 | 36 408 | 36 567 | 36 744 | 36 705 |
| Varones | 34 204 | 34 200 | 33 594 | 33 420 | 33 613 | 33 660 | 33 554 |
| Total   | 70 999 | 71 123 | 69 976 | 69 828 | 70 180 | 70 404 | 70 259 |